# Ластовиця патагонська
Ластови́ця патагонська (Pygochelidon cyanoleuca) — вид горобцеподібних птахів родини ластівкових (Hirundinidae). Мешкає в Центральній Америці і Південній Америці.

## Опис
Довжина птаха становить 11-12 см, вага 10,5 г. Верхня частина тіла темно-синя, нижня частина тіла біла, за винятком боків. Нижні покривні пера крил попелясто-сизі або чорні, стернові і махові пера чорні. Гузка чорна з блакитнуватим відтінком. У молодих птахів верхня частина тіла коричнева, нижня частина тіла охриста, груди темно-коричневі, хвіст менш роздвоєний.

## Підвиди
Виділяють три підвиди:
- P. c. cyanoleuca (Vieillot, 1817) — від Коста-Рики до Венесуели, Бразилії і північної Аргентини;
- P. c. peruviana Chapman, 1922 — прибережні райони на заході Перу (від Ла-Лібертада до Арекіпи);
- P. c. patagonica (d'Orbigny & Lafresnaye, 1837) — від центрального Чилі і Аргентини до Вогняної Землі.

## Поширення і екологія
Патагонські ластовиці гніздяться в Коста-Риці, Панамі, Колумбії, Еквадорі, Перу, Болівії, Бразилії, Венесуелі, Гаяні, Аргентині, Чилі, Уругваї і Парагваї. Популяції Патагонії взимку мігрують на північ до Амазонії. Патагонські ластовиці живуть у відкритих місцевостях, на висоті до 3600 м над рівнем моря. Зустрічаються зграйками, під час міграцій зграї можуть нараховувати до 1000 птахів. Живляться комахами, яких ловлять в польоті. Гніздяться серед скель,в кладці від 2 до 6 білих яєць. Інкубаційний період триває 15 днів, насиджують і самиці, і самці.